# Wolchow
Der Wolchow (russisch Волхов) ist ein Fluss in Nordwestrussland zwischen Sankt Petersburg und Moskau in der Nähe von Weliki Nowgorod.
Er entspringt dem Ilmensee in dessen Norden und mündet bei Nowaja Ladoga in den Ladogasee. Seine Hauptquellflüsse sind die Msta sowie die Lowat und die Schelon, die in den Ilmensee fließen.

## Geographie
Der Fluss hat eine Länge von 224 Kilometern. Er ist Teil des Wishne-Wolotschokschen Kanalsystems, das die Newa mit der Wolga verbindet. Am Fluss liegt die gleichnamige Stadt.
Die Ufer des Wolchow sind meist niedrig und werden im Frühjahr stark überschwemmt. Infolge des Eisstaus im Ladogasee an seiner Mündung kann der Wolchow im Frühjahr oft tagelang nicht abfließen und wird entsprechend aufgestaut, da sein Gefälle sehr gering ist.

### Wasserkraftwerk
Das Wasserkraftwerk Wolchowskaja wurde 1927 in Betrieb genommen und diente der Energieversorgung des damaligen Leningrad. Mit 86 MW installierter Leistung, einer Fernleitung von 130 km und mehreren Umspannwerken war diese Anlage einst größtes Kraftwerk und größte Stromverteilungsanlage der Sowjetunion.

## Geschichte
Schon früh war der Fluss Handels- und Verkehrsweg, so befuhren beispielsweise bereits die Wikinger den Wolchow mit ihren Drachenbooten. Später hielt das Hansekontor von Nowgorod über diese Wasserstraße Kontakt mit den Hansestädten an Nord- und Ostsee.
Während des Zweiten Weltkrieges war der Wolchow umkämpft. 1941 wurden Teile der Roten Armee von der Wehrmacht am Wolchow eingekesselt. Tausende sowjetischer Soldaten verhungerten in den Sümpfen.
Im Dezember des gleichen Jahres stellte die Rote Armee die Wolchow-Front auf. Ihr Hauptauftrag war die Verteidigung der Stellungen am Fluss, östlich von Leningrad, und die Aufhebung der Leningrader Blockade. Von Januar bis April 1942 kam es zur Schlacht am Wolchow, einem erfolglosen Versuch der sowjetischen Armee, die Leningrader Blockade zu sprengen.
Die Kämpfe dauerten bis Februar 1944, als die Wehrmacht sich zurückziehen musste.